# Eupareunie
Eupareunie (Ursprung altgriechisch, εὖ = gut, παρά = neben, εὐνή = Lager, Bett; πάρευνος = Bettgefährte) bezeichnet die harmonische Übereinstimmung in der körperlich-seelischen Beziehung zweier Menschen. Im Besonderen ist Eupareunie ein Fachbegriff für ein gemeinsames Ansteigen der Kurven der sexuellen Erregung, die als "Eupareuniekurve" bezeichnet wurde, bei der beide Partner beim Vaginalverkehr gleichzeitig einen Orgasmus erleben. Die Bezeichnung gilt heute als veraltet.